# Willie Gault
Willie James Gault (Griffin, 5 settembre 1960) è un ex ostacolista, velocista e giocatore di football americano statunitense.
È stato campione mondiale con la staffetta 4×100 metri a Helsinki 1983, col nuovo record mondiale, e medaglia di bronzo sui 110 metri ostacoli.

## Biografia
Abbandonata quasi subito l'atletica leggera, si diede al football americano, venendo scelto nel primo giro del Draft NFL 1983 dai Chicago Bears con cui vinse il Super Bowl XX nel 1985.
Ritornò al suo primo amore negli anni 2000, allorché nel 2008, a 48 anni suonati, stabilì il record mondiale nella sua categoria master sui 100 metri piani con il tempo di 10"88, mentre il suo 10"49, stabilito nella categoria tra i 40 e 44 anni, è attualmente la 2ª miglior prestazione mondiale di categoria.

## Palmarès

### Atletica leggera
| Anno | Manifestazione | Sede     | Evento   | Risultato | Prestazione | Note            |
| ---- | -------------- | -------- | -------- | --------- | ----------- | --------------- |
| 1983 | Universiadi    | Edmonton | 110 m hs | Argento   | 13"49       |                 |
| 1983 | Mondiali       | Helsinki | 110 m hs | Bronzo    | 13"48       |                 |
| 1983 | Mondiali       | Helsinki | 4×100 m  | Oro       | 37"86       | Record mondiale |

### Football americano
- PFWA All-Rookie Team - 1983